# 江西杜鹃
江西杜鹃（学名：Rhododendron kiangsiense）为杜鹃花科杜鹃花属下的一个种。

## 扩展阅读
- 維基物種上的相關：江西杜鹃